# Martim Gil de Albuquerque
Martim Gil de Albuquerque, também Martinho de Albuquerque, (1325-1365) foi um nobre português de ascendência castelhana, membro da Casa de Teles de Meneses, filho de João Afonso de Albuquerque, 6.º Senhor de Albuquerque.

## Biografia
Martim Gil foi o 7.º Senhor de Albuquerque e 11.º Senhor de Meneses, o último da sua casa de ambos, para além de adiantado-mor de Múrcia. Em 1365, por ordem do rei Pedro I de Castela foi executado e enterrado junto com os seus pais. Sem sucessores, a Casa de Castela apoderou-se dos senhorios de Albuquerque e Meneses.